# Au Sandre
Le Cendre és un municipi francès situat al departament del Puèi Domat i a la regió d'Alvèrnia-Roine-Alps. L'any 2007 tenia 4.676 habitants.

## Demografia

### Població
El 2007 la població de fet de Le Cendre era de 4.676 persones. Hi havia 1.884 famílies de les quals 464 eren unipersonals (216 homes vivint sols i 248 dones vivint soles), 652 parelles sense fills, 564 parelles amb fills i 204 famílies monoparentals amb fills.
La població ha evolucionat segons el següent gràfic:
Habitants censats

### Habitatges
El 2007 hi havia 1.992 habitatges, 1.908 eren l'habitatge principal de la família, 6 eren segones residències i 78 estaven desocupats. 1.642 eren cases i 345 eren apartaments. Dels 1.908 habitatges principals, 1.485 estaven ocupats pels seus propietaris, 401 estaven llogats i ocupats pels llogaters i 22 estaven cedits a títol gratuït; 7 tenien una cambra, 105 en tenien dues, 237 en tenien tres, 695 en tenien quatre i 864 en tenien cinc o més. 1.546 habitatges disposaven pel capbaix d'una plaça de pàrquing. A 821 habitatges hi havia un automòbil i a 934 n'hi havia dos o més.

### Piràmide de població
La piràmide de població per edats i sexe el 2009 era:
| Homes | Edats   | Dones |
| ----- | ------- | ----- |
| 0     | 95 o +  | 9     |
| 4     | 90 a 94 | 21    |
| 18    | 85 a 89 | 71    |
| 41    | 80 a 84 | 54    |
| 71    | 75 a 79 | 87    |
| 45    | 70 a 74 | 67    |
| 120   | 65 a 69 | 119   |
| 104   | 60 a 64 | 108   |
| 141   | 55 a 59 | 134   |
| 266   | 50 a 54 | 223   |
| 231   | 45 a 49 | 241   |
| 161   | 40 a 44 | 215   |
| 133   | 35 a 39 | 131   |
| 132   | 30 a 34 | 151   |
| 154   | 25 a 29 | 124   |
| 185   | 20 a 24 | 144   |
| 200   | 15 a 19 | 193   |
| 129   | 10 a 14 | 147   |
| 127   | 5 a 9   | 119   |
| 111   | 0 a 4   | 84    |

## Economia
El 2007 la població en edat de treballar era de 3.112 persones, 2.110 eren actives i 1.002 eren inactives. De les 2.110 persones actives 1.946 estaven ocupades (987 homes i 959 dones) i 164 estaven aturades (79 homes i 85 dones). De les 1.002 persones inactives 459 estaven jubilades, 307 estaven estudiant i 236 estaven classificades com a «altres inactius».

### Ingressos
El 2009 a Le Cendre hi havia 1.904 unitats fiscals que integraven 4.530,5 persones, la mediana anual d'ingressos fiscals per persona era de 19.123 €.

### Activitats econòmiques
Dels 159 establiments que hi havia el 2007, 2 eren d'empreses alimentàries, 9 d'empreses de fabricació d'altres productes industrials, 21 d'empreses de construcció, 49 d'empreses de comerç i reparació d'automòbils, 8 d'empreses de transport, 8 d'empreses d'hostatgeria i restauració, 2 d'empreses d'informació i comunicació, 3 d'empreses financeres, 3 d'empreses immobiliàries, 10 d'empreses de serveis, 33 d'entitats de l'administració pública i 11 d'empreses classificades com a «altres activitats de serveis».
Dels 37 establiments de servei als particulars que hi havia el 2009, 1 era una oficina de correu, 1 una oficina bancària, 3 tallers de reparació d'automòbils i de material agrícola, 1 taller d'inspecció tècnica de vehicles, 2 autoescoles, 2 paletes, 4 guixaires pintors, 2 fusteries, 2 lampisteries, 5 electricistes, 3 perruqueries, 1 veterinari, 6 restaurants, 2 agències immobiliàries, 1 tintoreria i 1 saló de bellesa.
Dels 21 establiments comercials que hi havia el 2009, 1 era un hipermercat, 1 un supermercat, 1 una gran superfície de material de bricolatge, 1 una botiga de menys de 120 m², 2 fleques, 2 carnisseries, 1 una llibreria, 4 botigues de roba, 1 una sabateria, 1 una botiga de mobles, 1 una botiga de material esportiu, 1 un drogueria, 1 una perfumeria, 1 una joieria i 2 floristeries.

## Equipaments sanitaris i escolars
Els 2 equipaments sanitaris que hi havia el 2009 eren farmàcies.
El 2009 hi havia 2 escoles maternals i 2 escoles elementals.

## Poblacions més properes
El següent diagrama mostra les poblacions més properes.